# Skalleviksodden
Skalleviksodden (norwegisch für Schädelbuchtspitze) ist eine Landspitze an der Prinz-Harald-Küste des ostantarktischen Königin-Maud-Lands. Sie markiert das nordwestliche Ende der Hügelgruppe Skallevikhalsen am Südostufer der Lützow-Holm-Bucht.
Norwegische Kartographen benannten sie in Anlehnung an die Benennung der benachbarten Bucht Skallevika und kartierten sie anhand von Luftaufnahmen der Lars-Christensen-Expedition 1936/37.